# NFI Group
 (octobre 2021).
La mise en forme du texte ne suit pas les recommandations de Wikipédia : il faut le « wikifier ».
Les points d'amélioration suivants sont les cas les plus fréquents. Le détail des points à revoir est peut-être précisé sur la page de discussion.
- Les titres sont pré-formatés par le logiciel. Ils ne sont ni en capitales, ni en gras.
- Le texte ne doit pas être écrit en capitales (les noms de famille non plus), ni en gras, ni en italique, ni en « petit »…
- Le gras n'est utilisé que pour surligner le titre de l'article dans l'introduction, une seule fois.
- L'italique est rarement utilisé : mots en langue étrangère, titres d'œuvres, noms de bateaux, etc.
- Les citations ne sont pas en italique mais en corps de texte normal. Elles sont entourées par des guillemets français : « et ».
- Les listes à puces sont à éviter, des paragraphes rédigés étant largement préférés. Les tableaux sont à réserver à la présentation de données structurées (résultats, etc.).
- Les appels de note de bas de page (petits chiffres en exposant, introduits par l'outil «  Source ») sont à placer entre la fin de phrase et le point final[comme ça].
- Les liens internes (vers d'autres articles de Wikipédia) sont à choisir avec parcimonie. Créez des liens vers des articles approfondissant le sujet. Les termes génériques sans rapport avec le sujet sont à éviter, ainsi que les répétitions de liens vers un même terme.
- Les liens externes sont à placer uniquement dans une section « Liens externes », à la fin de l'article. Ces liens sont à choisir avec parcimonie suivant les règles définies. Si un lien sert de source à l'article, son insertion dans le texte est à faire par les notes de bas de page.
- La présentation des références doit suivre les conventions bibliographiques. Il est recommandé d'utiliser les modèles {{Ouvrage}}, {{Chapitre}}, {{Article}}, {{Lien web}} et/ou {{Bibliographie}}. Le mode d'édition visuel peut mettre en forme automatiquement les références.
- Insérer une infobox (cadre d'informations à droite) n'est pas obligatoire pour parachever la mise en page.

Pour une aide détaillée, merci de consulter Aide:Wikification.
Si vous pensez que ces points ont été résolus, vous pouvez retirer ce bandeau et améliorer la mise en forme d'un autre article.
NFI Group Inc. (anciennement New Flyer Industries Inc.) est un constructeur canado-américain d'autobus et d'autocars, basé à Winnipeg, dans la province du Manitoba, au Canada. Le groupe emploie environ 9.300 personnes réparties sur 50 sites aux États-Unis, au Canada et au Royaume-Uni. NFI Group Inc. comprend les sociétés Alexander Dennis, ARBOC Specialty Vehicles, Motor Coach Industries, New Flyer, Plaxton, NFI Parts et Carfair Composites. Le groupe est inscrit à la Bourse de Toronto sous le code NFI et fait partie de l'indice S&P/TSX. Les sociétés du groupe sont spécialisées dans la fabrication d'autobus et autocars équipés de moteurs thermiques (diesel et gaz naturel), hybrides et électriques.

## Histoire
NFI Group Inc. a été créé le 16 juin 2005 en tant que société mère de New Flyer afin de pouvoir être coté à la Bourse de Toronto.
Le 23 janvier 2013, le constructeur d'autobus brésilien Marcopolo S.A. prend une participation de 19,99 % dans New Flyer, le maximum autorisé pour ne pas devoir lancer une OPA.
Alors que son concurrent allemand Daimler AG quittait le marché nord-américain en 2013, New Flyer rachète le secteur des pièces détachées de la filiale américaine de Daimler-Benz, Orion. En vertu de l'accord, New Flyer a acquis l'inventaire des pièces en stock ainsi que la licence d'utilisation et de conception des pièces exclusives pour l'entretien et la garantie des véhicules des clients.
Le 21 juin 2013, New Flyer rachète NABI Bus (North American Bus Industries), un constructeur d'autobus à usage intensif. En octobre 2015, après avoir épuisé les commandes du NABI 40 LFW en cours, New Flyer convertit l'usine NABI d'Anniston, dans l'Alabama, pour produire l'autobus New Flyer Xcelsior. 
Le 10 novembre 2015, New Flyer rachète le constructeur d'autocars MCI à KPS Capital Partners.
Le 1er décembre 2017, New Flyer acquiert ARBOC Specialty Vehicles, un fabricant de petits bus coupés et moyens, basé à Middlebury, dans l'Indiana.
Le 28 mai 2019, New Flyer rachète le constructeur britannique d'autobus et d'autocars Alexander Dennis, y compris sa filiale Plaxton.